# Беромюнстер
Беромюнстер (нім. Beromünster) — місто  в Швейцарії в кантоні Люцерн, виборчий округ Зурзее.

## Географія
Місто розташоване на відстані близько 65 км на північний схід від Берна, 19 км на північний захід від Люцерна.
Беромюнстер має площу 42,1 км², з яких на 9% дозволяється будівництво (житлове та будівництво доріг), 68,9% використовуються в сільськогосподарських цілях, 21,5% зайнято лісами, 0,5% не є продуктивними (річки, льодовики або гори).

## Демографія
2019 року в місті мешкало 6624 особи (+13,3% порівняно з 2010 роком), іноземців було 12,3%. Густота населення становила 157 осіб/км².
За віковим діапазоном населення розподілялося таким чином: 23,8% — особи молодші 20 років, 60,6% — особи у віці 20—64 років, 15,6% — особи у віці 65 років та старші. Було 2603 помешкань (у середньому 2,5 особи в помешканні).
Із загальної кількості 2846 працюючих 462 було зайнятих в первинному секторі, 879 — в обробній промисловості, 1505 — в галузі послуг.